# Carpha capitellata
Carpha capitellata är en halvgräsart som först beskrevs av Christian Gottfried Daniel Nees von Esenbeck, och fick sitt nu gällande namn av Johann Otto Boeckeler. Carpha capitellata ingår i släktet Carpha och familjen halvgräs.

## Underarter
Arten delas in i följande underarter:
- C. c. bracteosa
- C. c. capitellata